# Meet the Temptations
Meet the Temptations è l'album di debutto del gruppo statunitense The Temptations, pubblicato dalla Gordy (di proprietà della Motown) il 20 marzo 1964. Il disco è prodotto da Berry Gordy, Norman Whitfield, Andre Williams, William Stevenson e Smokey Robinson.
Il disco entra nella classifica Billboard 200, raggiungendo la posizione numero 95. AllMusic assegna all'album quattro stelle e mezzo su cinque.

## Tracce
Lato A
1. The Way You Do the Things You Do
2. I Want a Love I Can See
3. (Your're My) Dream Come True
4. Paradise
5. May I Have This Dance
6. Isn't She Pretty

Lato B
1. Just Let Me Know
2. Your Wonderful Love
3. The Further You look, the Less You See
4. Check Yourself
5. Slow Down Heart
6. Farewell My Love

Tracce bonus nel CD ristampato nel 1999
1. Oh, Mother of Mine
2. Romance Without Finance

## Classifiche
| Classifica (1964) | Posizione massima |
| ----------------- | ----------------- |
| Stati Uniti       | 95                |